# Integral S5D95
Der Integral S5D95 ist ein Nahverkehrszug aus der Ende 2001 stillgelegten Produktion der Integral Verkehrstechnik AG, Jenbach, Österreich. Der erste Erprobungszug verließ die Werkshalle am 13. Dezember 1995. Der Hersteller bot ursprünglich eine Produktpalette bestehend aus Triebwagen in verschiedenen Längen und mit verschiedenen Antriebsvarianten (Diesel und elektrisch) an. Beide Antriebsarten sollten in einem Zug kombiniert werden können.
Unter den Interessenten war auch die zur Mannheimer MVV-Gruppe gehörende Regio-Rail, die die S-Bahn Rhein-Neckar betreiben wollte. Zum Einsatz sollten 16 einstöckige, siebenteilige Fahrzeuge mit 73 m Länge kommen.
Gebaut wurden jedoch nur 17 fünfgliedrige Dieseltriebwagen des Typs S5 D95 für die Bayerische Oberlandbahn (BOB). Der Integral S5D95 hatte erhebliche Startschwierigkeiten, bewältigte aber zuletzt ein Aufkommen von über 12 Millionen Fahrgästen und ca. 3,1 Millionen Fahrzeugkilometer und 60.000 Kupplungsvorgänge im Jahr. Alle Triebzüge der BOB wurden zwischen Juni und Juli 2020 im Betrieb durch neue Alstom Coradia LINT ersetzt. Die Fahrzeuge wurden von der im Großraum Düsseldorf tätigen Regiobahn übernommen und werden seit Dezember 2020 dort eingesetzt.

## Entwicklung und Konzept
Der Integral wurde ursprünglich für die Modernisierung der Wiener S-Bahn von Rudolf Sommerer entwickelt.
Durch das Modulkonzept war es möglich, sich nicht nur antriebstechnisch, sondern auch fahrzeugtechnisch den Anforderungen der verschiedenen Verkehrsgesellschaften anzupassen. Es gab Trieb- und Laufwagen und fahrwerkslose Sänften. Der Konzeptentwurf enthielt bis zu elfgliedrige ein- und doppelstöckige Fahrzeuge. Ein dreigliedriger, unmotorisierter Doppelstock-Prototyp diente für Fahrversuche.
Die Jenbacher Transportsysteme AG bzw. deren Tochter Integral Verkehrstechnik AG Jenbach (IVT) bekamen von der neu gegründeten BOB (DEAG und der Bayerischen Zugspitzbahn) den Auftrag, zum Fahrplanwechsel Mai 1998 den Integral in Betrieb zu nehmen. Die 17 Einheiten des Integral wurden alle als Dieselversion an die BOB ausgeliefert. Doch mit der Aufnahme des Regelbetriebes zeigten sich sehr schnell einige Mängel, die dem Zug und der BOB negative Pressemeldungen einbrachten, was letztlich auch das Aus für die IVT bedeutete. Im Jahr 2000 wurden die 17 Integral außer Betrieb genommen und vom Hersteller IVT unter Mitwirkung von Molinari Rail komplett überarbeitet. Nach Behebung der Mängel wurde der Integral zum Fahrplanwechsel 2001 wieder bei der BOB eingesetzt. Seither lief der Betrieb zuverlässiger, was sich auch in steigenden Fahrgastzahlen widerspiegelte.
Auf der Bilanzpressekonferenz am 27. April 2001 bezifferte der Hersteller den durch die Fahrprobleme entstandenen Verlust auf 260 bis 300 Millionen Schilling. Dies entsprach rund 40 Prozent des Auftragswertes von 40,6 Millionen Schilling pro Zug.
Die Rechte zum Bau weiterer Integral-Gliederzüge sind mit der Schließung der IVT zunächst an die BOB und damit deren Besitzer Connex, heute Transdev GmbH, übergegangen. Connex, mit 30 % Anteil an der IVT, und der damals neu gewonnene Partner ADtranz, planten, den Integral in Nürnberg zu bauen. Dies scheiterte mit dem Verkauf von ADtranz an Bombardier. Da Bombardier in diesem Einsatzbereich den Bombardier Talent baut und verkauft, besteht seitens Bombardier kein Interesse, den Integral wieder in Serie zu fertigen. Die Fertigungsrechte sind heute an die Molinari Rail AG übergegangen, die 2006 das Engineering Team der IVT übernommen hat. Die Molinari Rail Austria GmbH ist von Schwaz, Tirol aus tätig.
Der Integral enthält eine automatische Scharfenbergkupplung für Mehrfachtraktion mit bis zu fünf Einheiten und einen modularen, behindertengerechten Aufbau mit niederflurigem Einstieg und Klimaanlage sowie einige Neuheiten wie das »virtuelle Drehgestell«, Fußbodenheizung im Einstiegsbereich und ein geschlossenes Toilettensystem mit Bio-Reaktor. Zusätzlich hat die BOB in allen Zügen eine Kinderspielecke eingerichtet.

### Baukastensystem
Der Integral wurde im Baukastensystem entworfen, um in verschiedenen Konfigurationen den Anforderungen vom regionalen bis zum S-Bahn-Verkehr zu genügen. Dazu stehen Trieb- und Laufwagen sowie Sänften (Gondeln), die dazwischen gehängt werden, zur Verfügung. Die Züge konnten 3-, 5-, 7-, 9- oder 11-gliedrig konfiguriert werden.
Der Integral S5D95, wie er bei der BOB verkehrte, hat zwei normalflurige Endtriebwagen und einen normalflurigen mittleren Laufwagen. Zwischen jeweils einem Endtriebwagen und dem mittleren Laufwagen sind niederflurige, radlose Segmente mit den Türen gehängt. Einer der Endwagen ist mit zwei Motoren ausgestattet, von denen jeder seine Leistung per Getriebe auf je eine Achse überträgt. Der andere Endwagen ist mit einem Motor ausgestattet, der seine Leistung an eine Achse überträgt.

### Aktives Laufwerk
Anstelle herkömmlicher Drehgestelle besitzt der Integral ein aktives Fahrwerk, bei dem in jedem Laufwerksmodul ein Paar luftgefederter Radsätze ein virtuelles Drehgestell bilden und entsprechend dem Knickwinkel der beiden Wagenkästen passend zum aktuellen Kurvenradius radial hydraulisch verstellt werden. Damit wird der Verschleiß an Rädern und Schienen minimiert.

## Einsatz

### Bayerische Oberlandbahn

#### Flügelungssystem

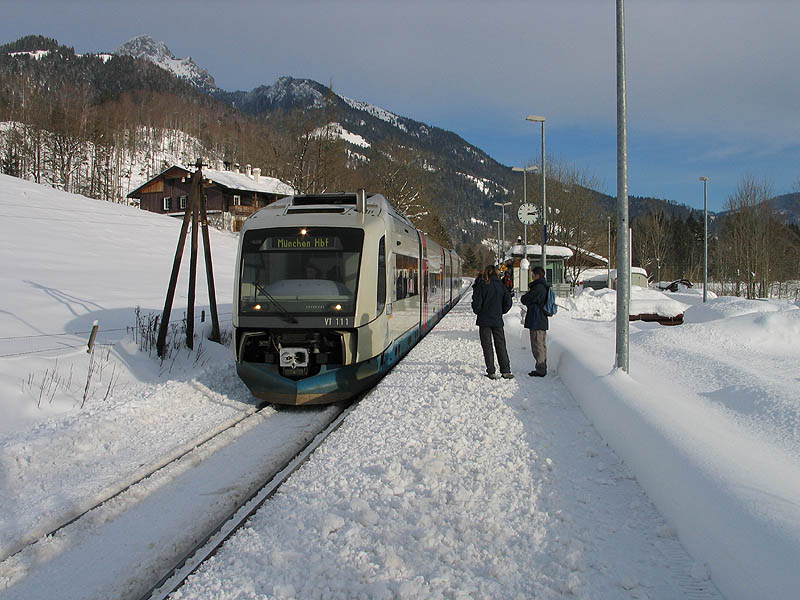
Integral am Haltepunkt Geitau mit geöffneter Kupplungsabdeckung

Eingesetzt wurde der Integral von der BOB auf den Strecken des bayerischen Oberlandes und München. Ein Zugverband bestand aus drei Einzelzügen – im Berufsverkehr vier – und begann in München Hauptbahnhof. Stündlich fuhren dann die Einheiten mit den Zwischenhalten Donnersbergerbrücke, Harras und Siemenswerke (Mo–Fr) sowie Solln (an Wochenenden und Feiertagen) mit bis zu 140 km/h nach Holzkirchen. Dort wurde der vordere Zugteil geflügelt und fuhr nach kurzem Aufenthalt weiter Richtung Bayrischzell, die anderen beiden Einheiten fuhren gemeinsam weiter nach Schaftlach, hier wurden diese Einheiten getrennt, wobei der hintere Zugteil als weiterer Flügelzug nach Tegernsee und der vordere Zugteil über Bad Tölz nach Lenggries fuhr. In Lenggries befindet sich das Betriebswerk der BOB. Auf dem Rückweg von Lenggries kuppelte die Lenggrieser Einheit die Tegernseer Einheit an und beide fuhren gemeinsam nach Holzkirchen. Dort wartete die aus Bayrischzell gekommene Einheit schon.
Im Umlaufplan kamen die Fahrzeuge abwechselnd nach Bayrischzell, Tegernsee und Lenggries.

#### Namen
In Anlehnung an die Tradition der Königlich Bayerischen Staats-Eisenbahnen und anderer heutiger Privatbahnen hat die Bayerische Oberlandbahn ihre Integral-Züge nach Orten entlang der Strecken benannt.
- VT101 München
- VT102 Agatharied
- VT103 Valley Darching
- VT104 Bayrischzell
- VT105 Reichersbeuern
- VT106 Hausham
- VT107 Bad Tölz
- VT108 Gaißach
- VT109 Gmund am Tegernsee
- VT110 Holzkirchen
- VT111 Tegernsee
- VT112 Miesbach
- VT113 Lenggries
- VT114 Fischbachau
- VT115 Schaftlach
- VT116 Schliersee
- VT117 Warngau, Kinderland-Zug

#### Ausmusterung
Die Bayerische Oberlandbahn (BOB) ersetzte zwischen Juni und Juli 2020 alle 17 Integral-Züge sukzessive durch Neufahrzeuge vom Typ Alstom LINT. Die Ersatzteilversorgung für die Integral-Züge ist seit der Insolvenz des Herstellers im Jahre 2001 stark eingeschränkt. Des Weiteren lassen sich die Züge der Typen Integral und LINT nicht untereinander kuppeln, was gerade im Flügelungssystem der BOB unpraktisch ist.

### Regiobahn Fahrbetriebsgesellschaft

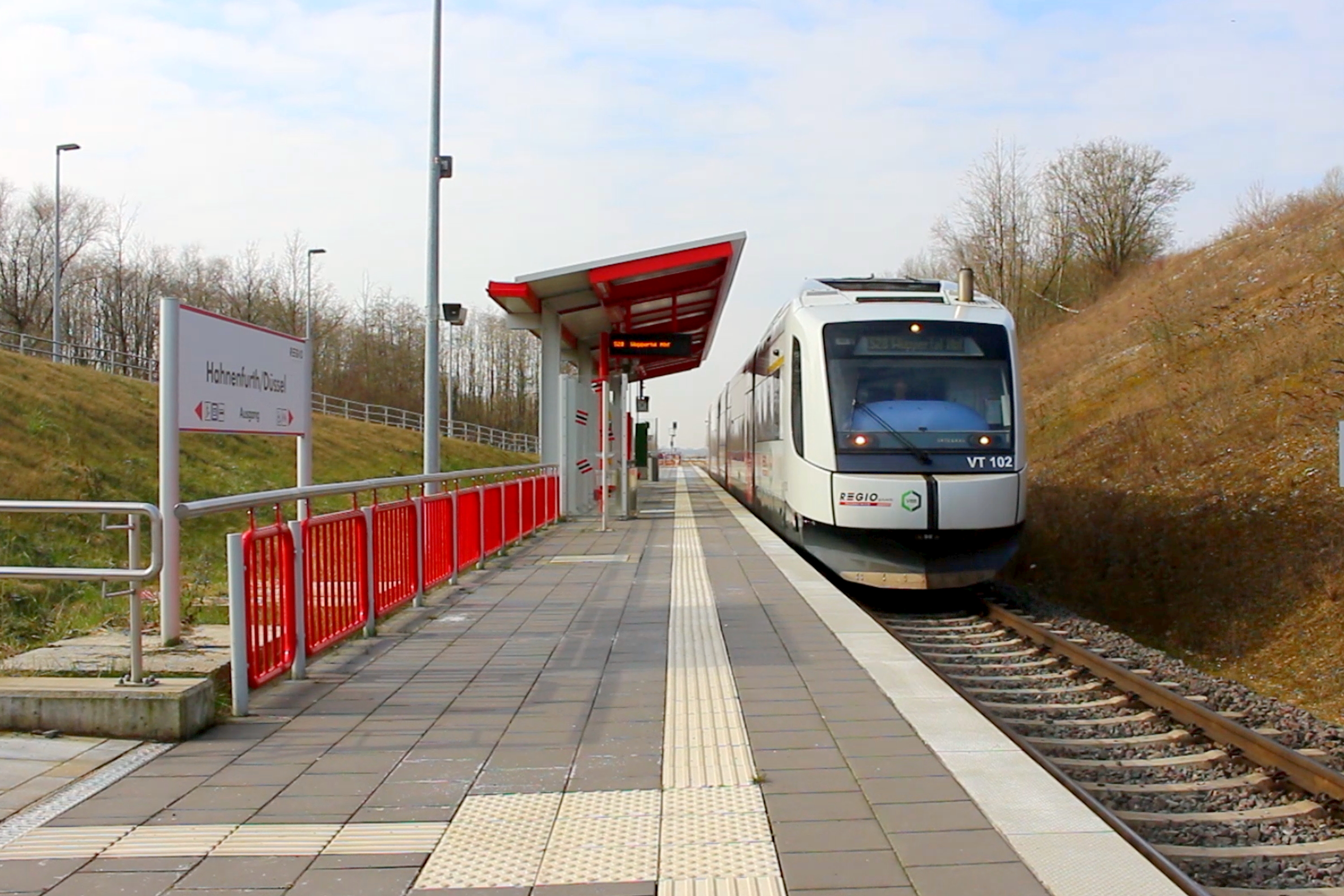
Integral der Regiobahn am Haltepunkt Hahnenfurth/Düssel

Nach der Ausmusterung wurden die Fahrzeuge an die Regiobahn abgegeben, die aufgrund der Verlängerung der Linie S 28 der S-Bahn Rhein-Ruhr von Mettmann-Stadtwald nach Wuppertal Hbf zum Fahrplanwechsel im Dezember 2020 einen zusätzlichen Fahrzeugbedarf besaß. Die ersten drei Integrale erreichten ihre neue Heimat in Mettmann im September 2020. Zwischen dem Fahrplanwechsel im Dezember 2020 und März 2021 ersetzten die Fahrzeuge dort sukzessive die bisherige Fahrzeugflotte vom Typ Talent auf der Regiobahn-Strecke Kaarst – Düsseldorf – Mettmann – Wuppertal. Seit März 2021 ist nur noch der Typ Integral im Einsatz. Die Fahrzeuge sollen bis zur Elektrifizierung der Strecke der Regiobahn eingesetzt werden, die zum Fahrplanwechsel 2026 geplant ist.
Bei der Regiobahn werden für den planmäßigen Umlauf Kaarst-Wuppertal lediglich acht der 16 vorhandenen Triebwagen benötigt. Ein 17. Triebwagen (VT107) gehört zwar der Regiobahn, wurde jedoch als Ersatzteilespender in Lenggries zerlegt. Trotz des großen Fahrzeugbestandes gab es bald Probleme aufgrund hoher Wartungsanfälligkeit und fehlender Ersatzteile, sodass wiederholt Zugleistungen ausfielen und auf einzelnen Streckenabschnitten Busse eingesetzt werden mussten.
Seit Dezember 2022 betreibt die Regiobahn neben ihrer bisherigen Linie auch die zum Fahrplanwechsel neu eingerichtete Linie RE 47 (Düssel-Wupper-Express) zwischen Düsseldorf und Remscheid-Lennep. Seit August 2023 ist der Betrieb dieser Linie aufgrund fehlender Fahrzeugverfügbarkeit eingestellt.
Der Triebzug VT115, welcher bereits im Februar 2010 bei Holzkirchen in Brand geraten war, wurde am 30. April 2024 bei einem erneuten Fahrzeugbrand schwer beschädigt und nicht wieder aufgebaut.